# Tillandsia 'Silverado'
Tillandsia 'Silverado' es un cultivar híbrido del género Tillandsia perteneciente a la familia Bromeliaceae.
Es un híbrido creado en el año 1984 con las especies Tillandsia chiapensis × Tillandsia xerographica.